# Военно-морские силы Экваториальной Гвинеи
Военно-морские силы Экваториальной Гвинеи (исп. Marina de guerra; фр. Marine de guerre; порт. Marinha de Guerra) — часть Вооруженных сил Экваториальной Гвинеи. Его основными функциями являются операции по борьбе с пиратством в Гвинейском заливе и защита морских нефтегазовых активов страны. Военно-морской флот насчитывает около 200 человек личного состава.

## Обзор

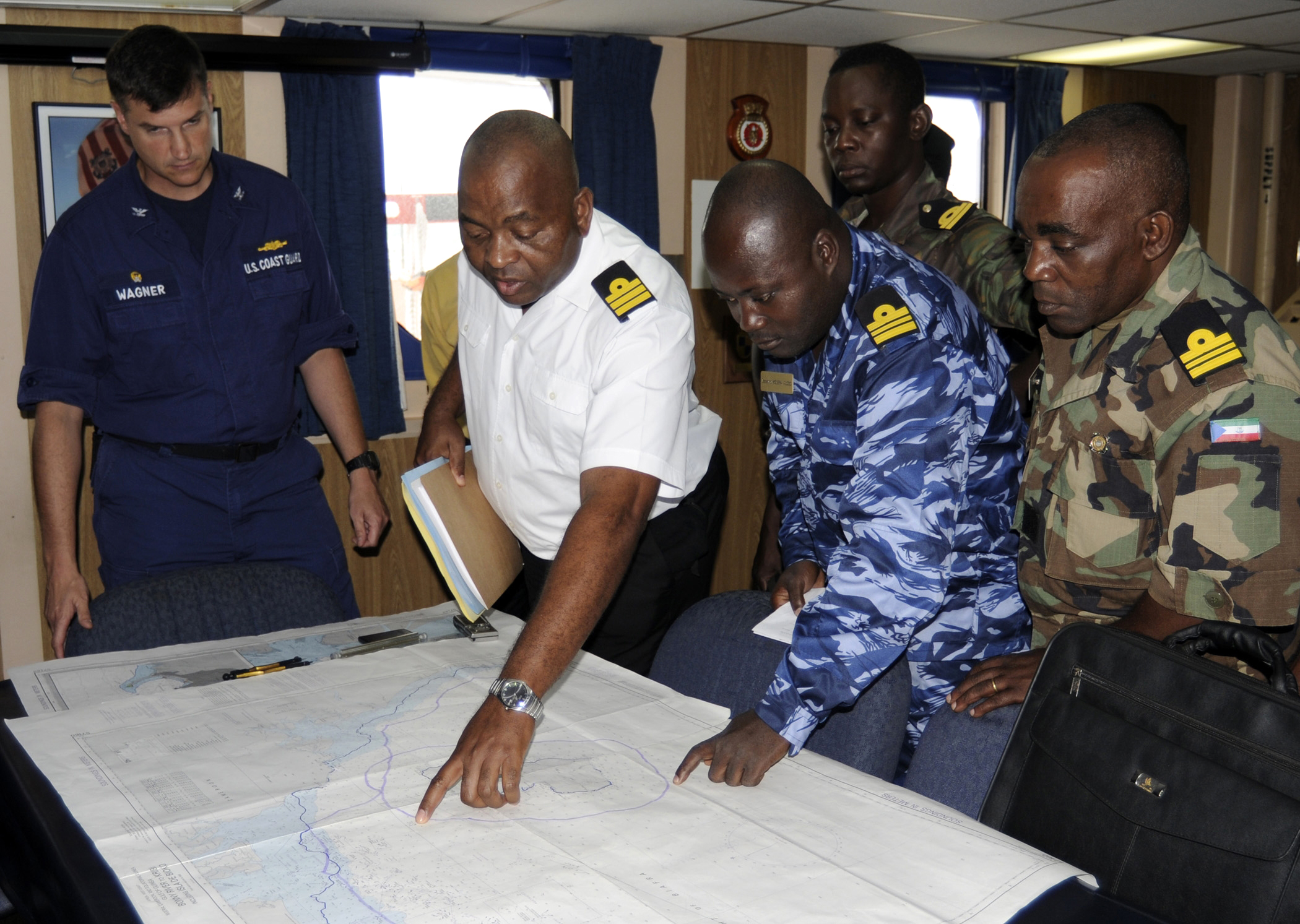
Военнослужащие военно-морских сил Экваториальной Гвинеи обсуждают планы имитационного абордажа во время учений с ВМС США

Военно-морской флот охраняет 296-километровую морскую границу Экваториальной Гвинеи. Его основная цель — защита нефтяных активов страны борьба с пиратством в Гвинейском заливе. Российские и американские военно-морские силы проводят совместные учения с ВМС Экваториальной Гвинеи. Также проводятся учения Obangame Express в Гвинейском заливе с участием 10 других стран. Военно-морской флот также используется для патрулирования островов залива Кориско, на которые претендуют как Экваториальная Гвинея, так и Габон.
Военно-морской флот частично построил 107-метровый фрегат Wele Nzas в сухом доке в Малабо. Фрегат был введён в эксплуатацию 3 июня 2014 года президентом Теодоро Обиангом Нгемой Мбасого и назван в честь провинции Веле-Нзас. Корабль был спроектирован в Николаеве, и построен в Варне, Болгария. Оснащение было произведено в Малабо. Wele Nzas был назначен флагманом военно-морского флота.
В 1988 году Соединенные Штаты подарили военно-морскому флоту 68-футовый патрульный катер Isla de Bioko (выведен из эксплуатации) для патрулирования своей Исключительной экономической зоны. Военные Экваториальной Гвинеи полагаются в основном на иностранцев в управлении военно-морским оборудованием, которое они покупают у иностранных военных.

## Состав флота

### Фрегаты
- Wele Nzas, закуплен в Болгарии и оснащён в Малабо.

### Корветы
- Bata (OPV-88). 1 360 тонн, основное вооружение — 76-мм пушка.

### Большие десантные корабли
- Osa, класса «Саламандра». Произведён в Испании, доставлен Китаем в 2009 году.

### Патрульные катера
- Два быстроходных патрульных катера класса «Шальдаг», названные «Исла-де-Кориско» и «Исла-де-Аннобон».
- Два патрульных катера «Саар-4». Закуплены в 2011 году.
- Две морские патрульные машины, названные в честь провинции Ке-Нтем и провинции  Литораль. Поставлены Израилем в 2011 году.
- Две бывшие украинские морские патрульные машины класса «Калкан».
- Два патрульных катера Patrol Vehicle-50M, приобретённых в 2008 году у Болгарии. Один из них называется Эстуарио дель Муни[2][9].